# Studentmössa
En studentmössa är en huvudbonad som bärs av studenter vid en högre utbildning. Vid lägre utbildning talar man istället om en skolmössa. En huvudbonad av denna typ kan vara en del av en skoluniform.
Studentmössan kan även bäras av andra än aktiva studenter, om de genom examen har rätt att bedriva högre studier, eller tidigare har bedrivit högre studier. Studentmössan kan därför ingå i examensceremonier vid gymnasier, som berättigar till högre studier. Studentmössa kan även syfta på en huvudbonad som bärs vid avslutning av en gymnasial utbildning, vare sig denna kvalificerar till högre studier eller ej. Det finns också huvudbonader som används vid examen efter högre utbildning, såsom oxfordmössa, eller vid promotion till doktor. Dessa benämns dock inte studentmössa.
Huvudbonaden kan vara anbefalld av universitet, eller organiserad av studentsammanslutningar. Den kan avse bruk i ett helt land, vid ett visst universitet, eller en viss fakultet.
Syftet med mössan är att signalera status som student. Den används också å ena sidan för att uttrycka enhet och tillhörighet till en grupp, å andra sidan kan den också anpassas för att uttrycka personliga förhållanden.

## Sverige

### Universitet och högskolor

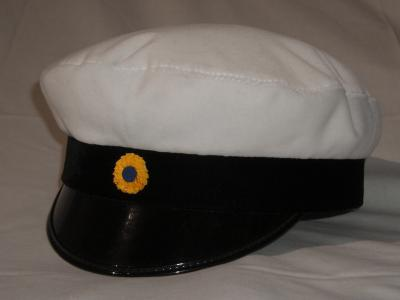
Studentmössa av Uppsalamodell

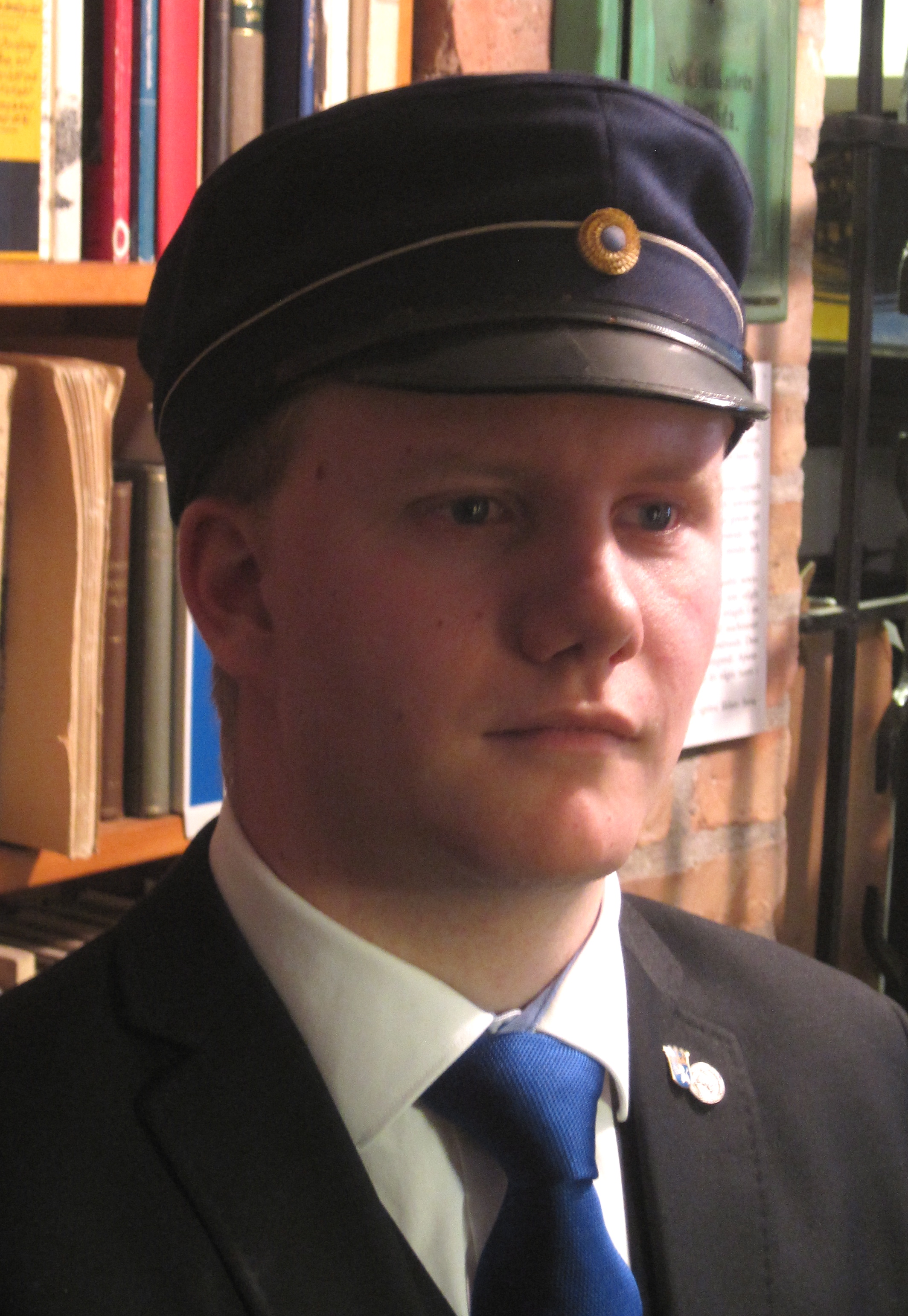
Lunds vintermodell

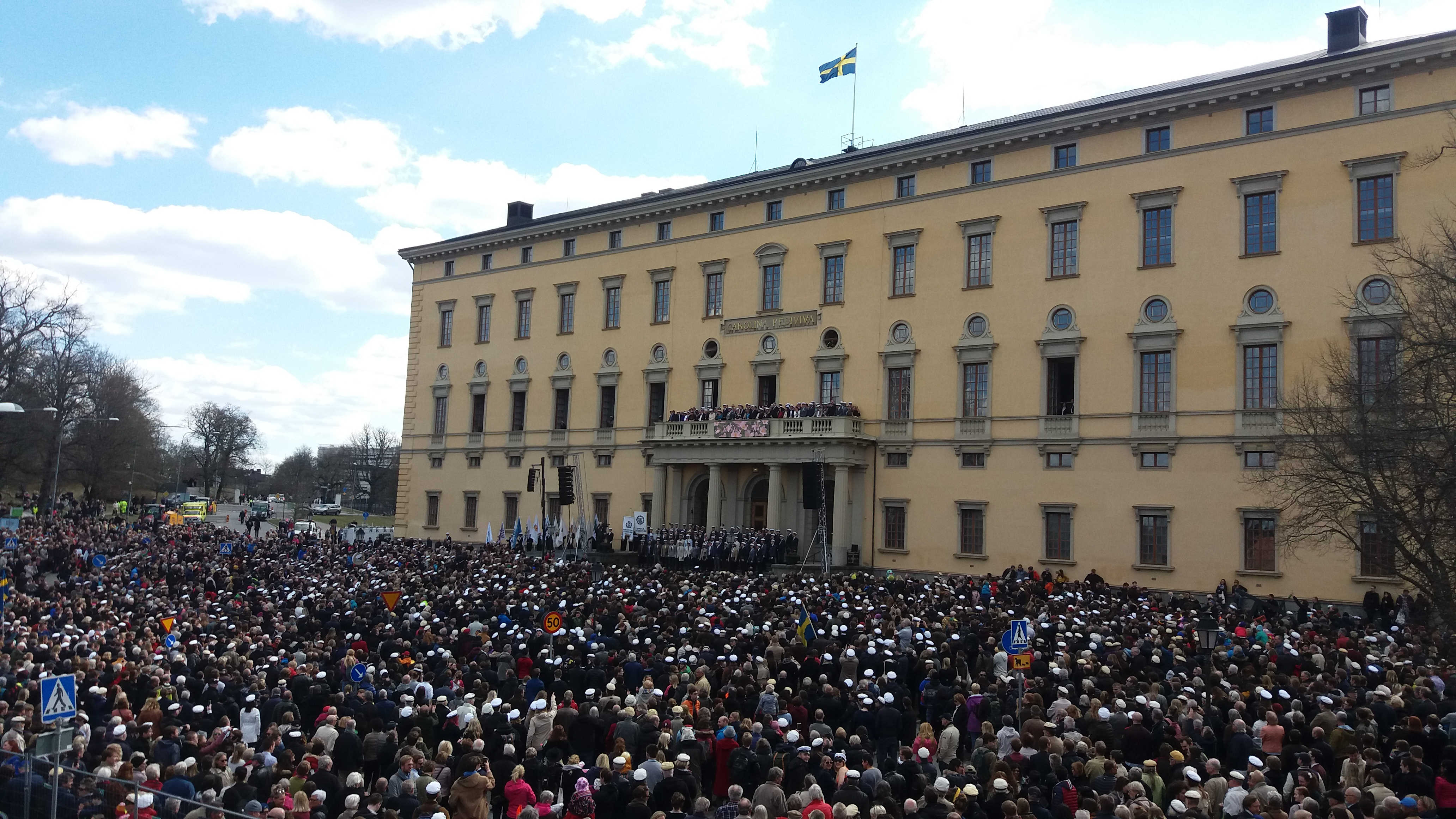
Mösspåtagning på Valborgsmässoafton vid Carolina Rediviva i Uppsala

I Sverige används studentmössan av studenter vid universitet och högskolor, samt av dem som genom gymnasiala studier kvalificerat sig till högre studier. Vardagsbruket är numera sparsamt förekommande och inskränker sig vanligen till högtidligare tillfällen. I Uppsala bär exempelvis nationernas marskalkar och fanbärare studentmössa vid ceremoniella uppdrag.
Studentmössan bärs endast under tiden från maj till och med september, förutom till högtidsdräkt. Ur denna sed har vuxit fram en tradition att ordna ceremonier för gemensam mösspåtagning på Valborgsmässoafton Valborgsmässoafton är den enda dag då bruket av studentmössa vid akademin fortfarande är relativt vanligt.
Studentmössan kan även bäras av dem som tidigare bedrivit högre studier eller tidigare meriterat sig till sådana, och då i princip enbart vid högtidliga tillfällen med studentanknytning, exempelvis då någon tar studenten eller på Valborgsmässoafton.
Den traditionella svenska studentmössan har vit kulle av sammet, mörkt band av sammet runtom (strimmel), svart blank skärm, samt en kokard av gult veckat band med blått centrum. Uppsalamodellen har lite mer tyg i kullen, svart strimmel och blågult sidenfoder i fyra fält på insidan. Lundamodellen har lite mindre tyg i kullen, mörkblå strimmel och vinrött sidenfoder. Det finns i Lund även en vintermodell med mörkblå kulle. Denna används dock numera mycket sparsamt.

#### Teknologmössa

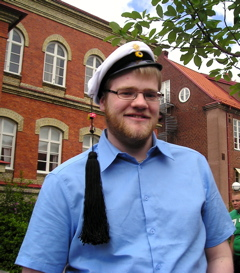
Exempel på teknologmössa i form av Chalmers sommarmodell

De högre tekniska utbildningarna har utvecklat egna studentmössor. De flesta liknar den traditionella studentmössan i att ha en kulle av sammet, strimmel och blank skärm. De flesta har också kompletterat med en stor tofs på högra sidan. På tofsens snöre finns ofta små kulor, spegater. I övrigt är de utformade olika vid de olika utbildningsinstitutionerna. Vissa, exempelvis Chalmers Studentkår, har även en vintermössa.
Många tekniska utbildningar har traditioner att med mössans utformning även uttrycka olika personliga förhållanden, exempelvis utbildningsår och civilstånd.

### Avslutning av gymnasiala studier

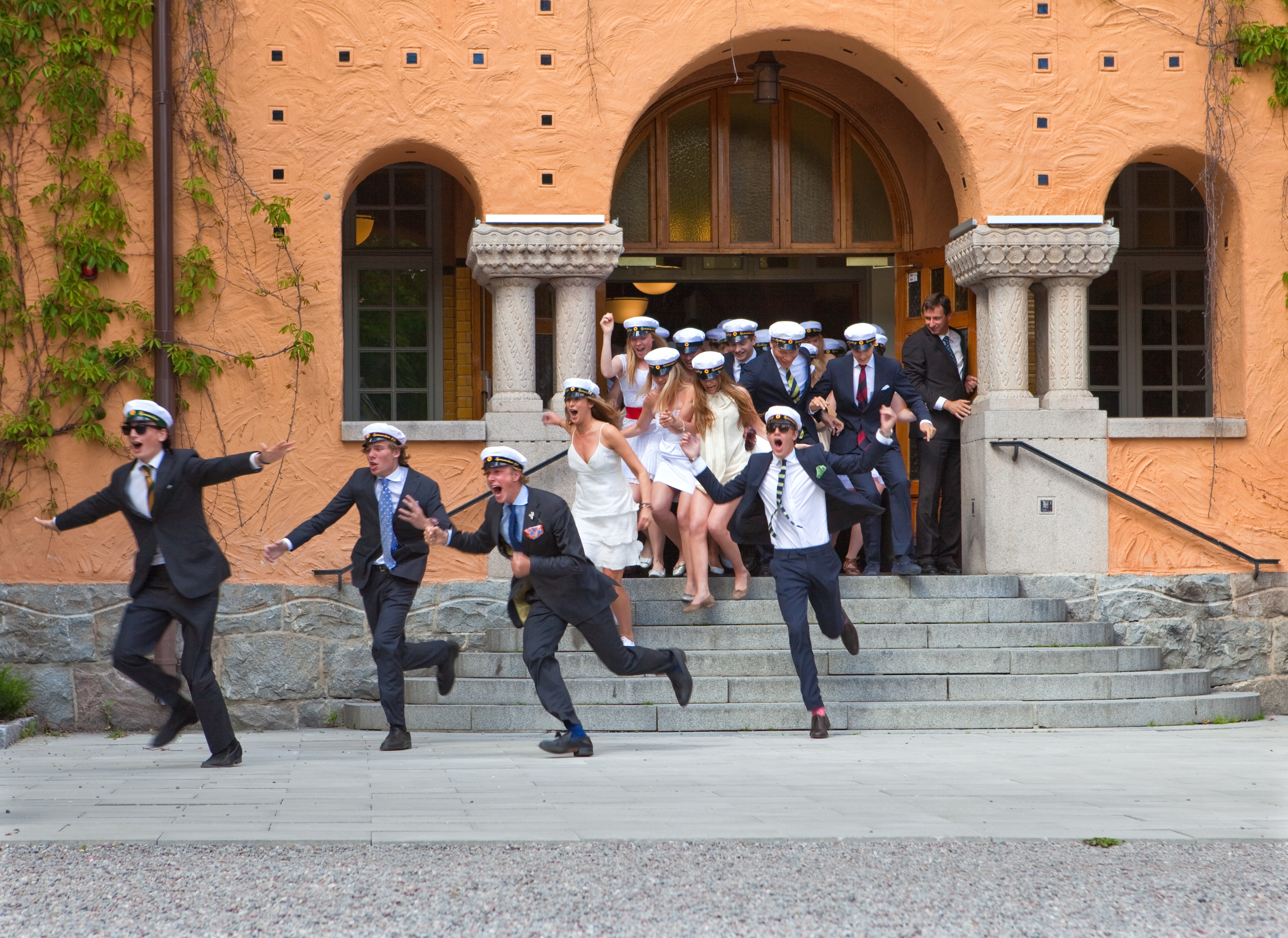
Studentutspring

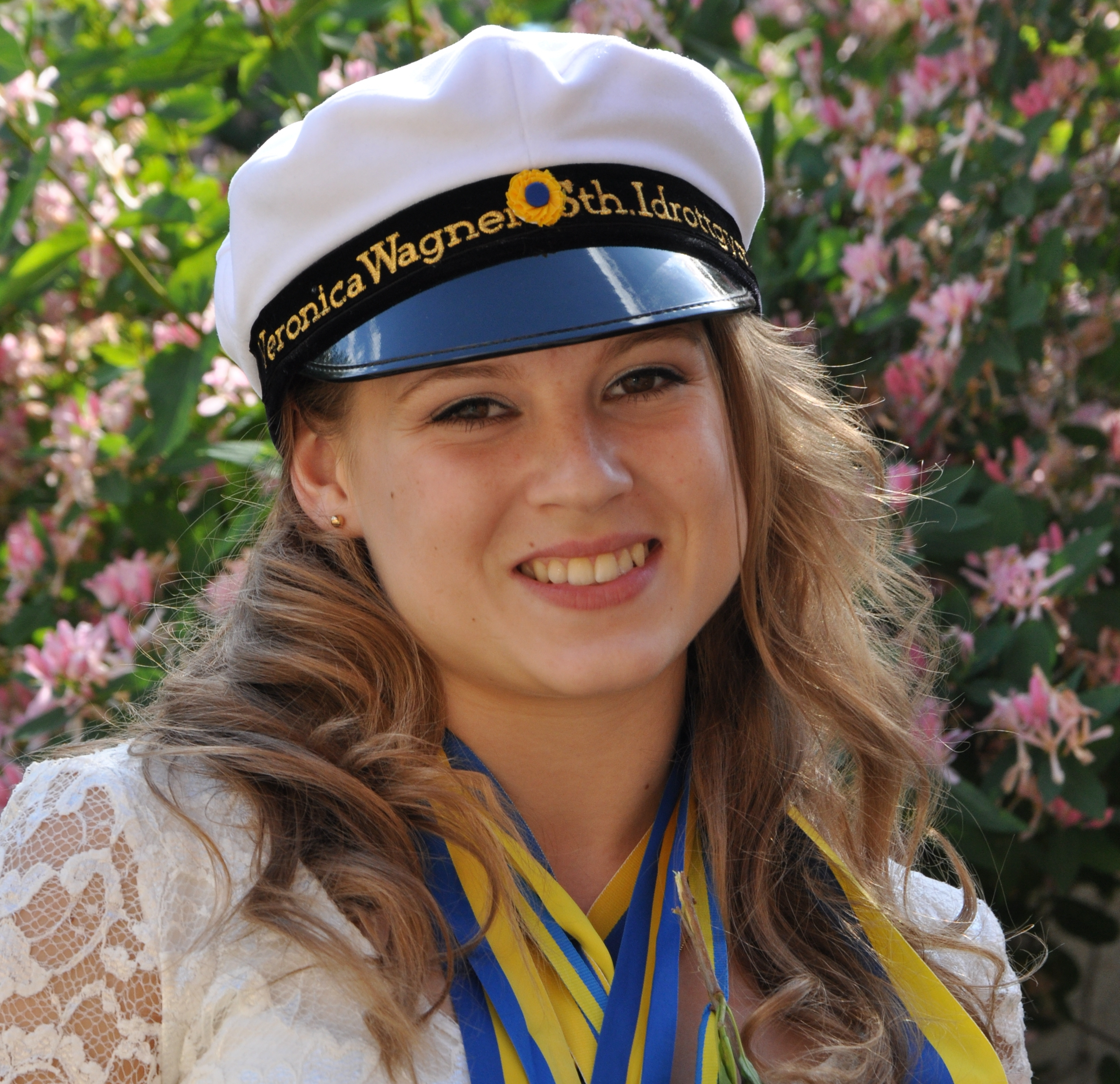
Exempel på en något personaliserad mössa med koppling till gymnasium

Studentmössa används även vid avslutning av gymnasiala studier, och sätts då vanligen på under en avslutningsceremoni. Studentmössan bärs sedan även vid efterföljande fester under dagen.
Den studentmössa som används vid gymnasieavslutningar har mer och mer kommit att knytas till den gymnasieutbildning man gått, snarare än till det kommande universitetet. Variationen är mycket stor och i princip allt på studentmössan kan varieras. Ofta broderas även elevens namn in på strimmeln på ömse sidor om kokarden.
Studentmössans användning vid gymnasiala studiers avslutningsfestligheter har blivit så vanlig att många inte längre alls förknippar studentmössan med universitetsvärlden.

### Historik

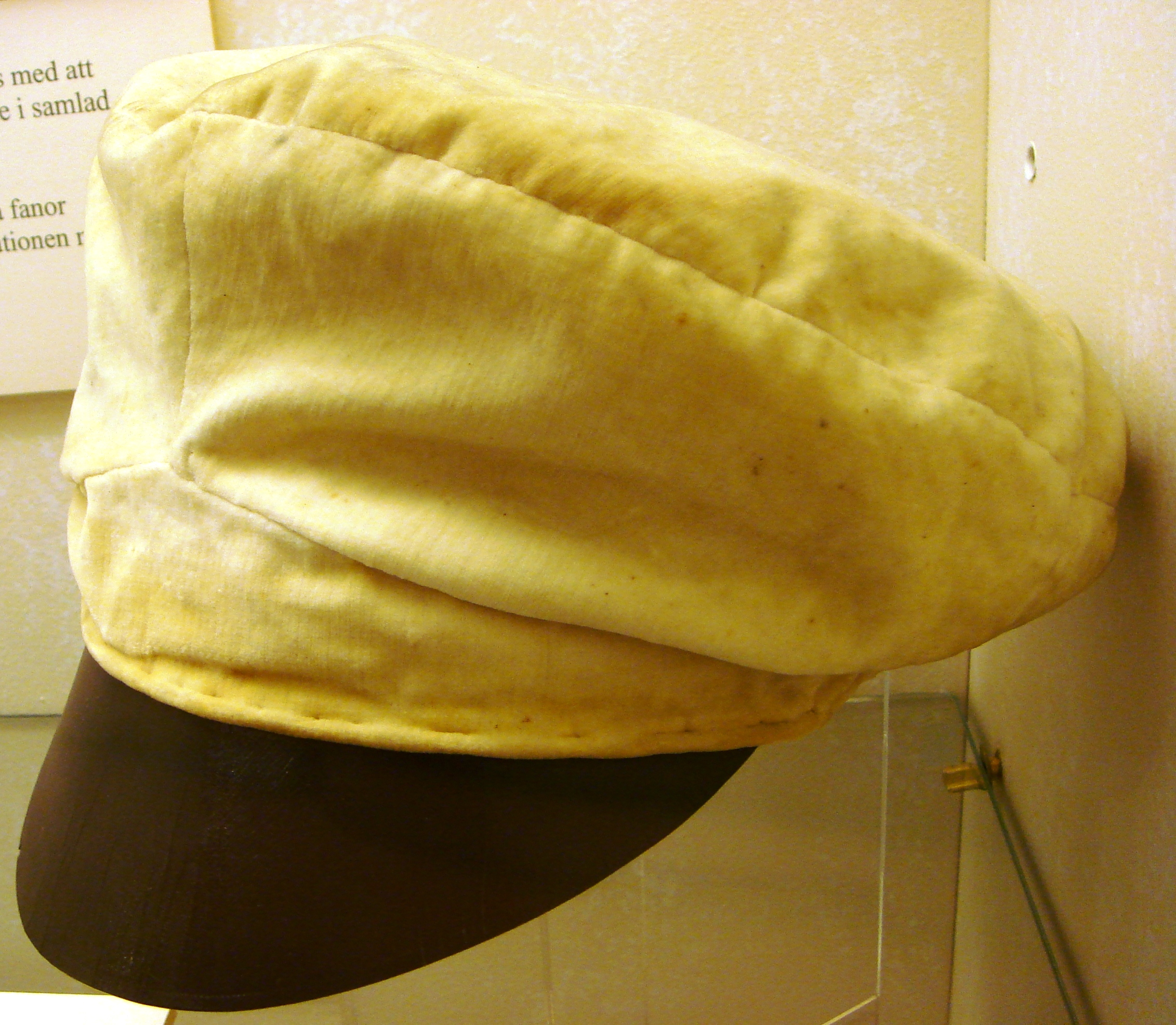
Den äldsta bevarade studentmössan är från 1847. Den tillhörde Edvard Flygare i Uppsala. Skärmen är av läder och fodret av rött siden.

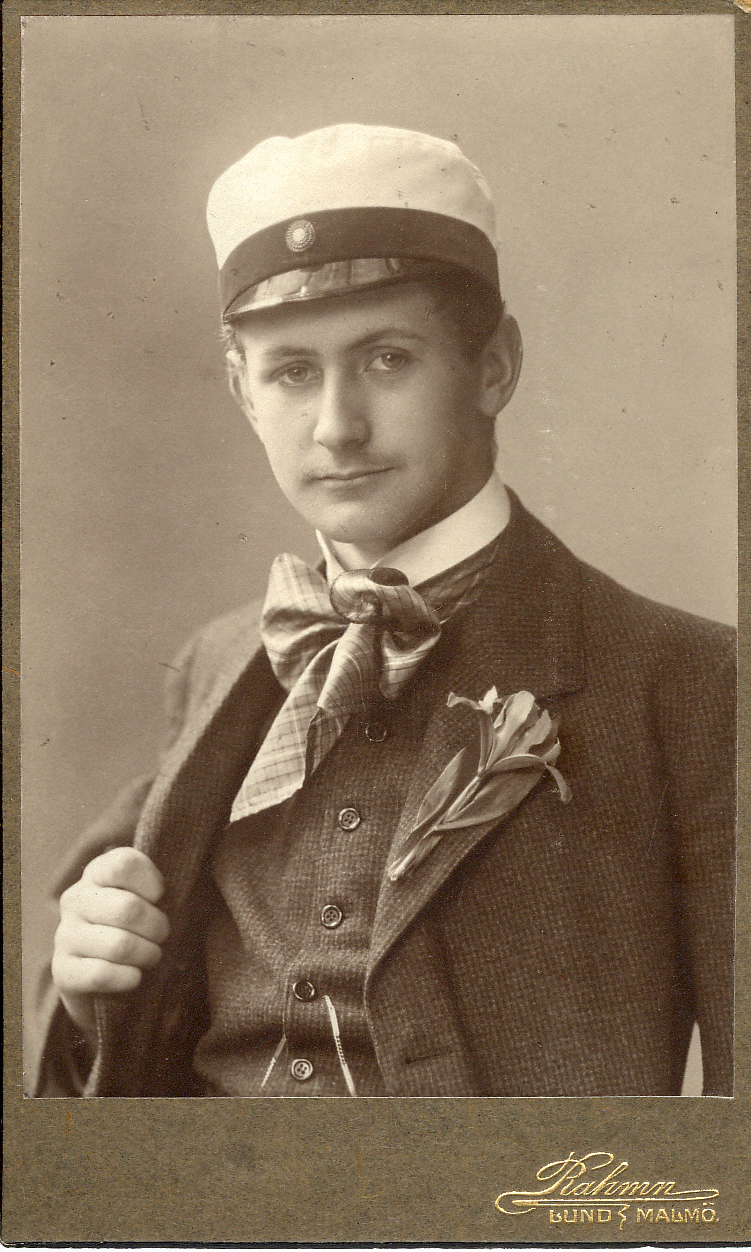
Studentmössa av Lundamodell från cirka 1910 (buren av Ture Sjögren, sedermera grundare av Akademiska Föreningens Arkiv & Studentmuseum).

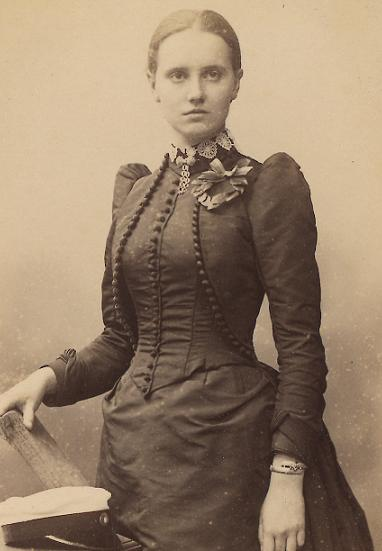
Anna Forsell (gift Söderblom) med studentmössa 1890.

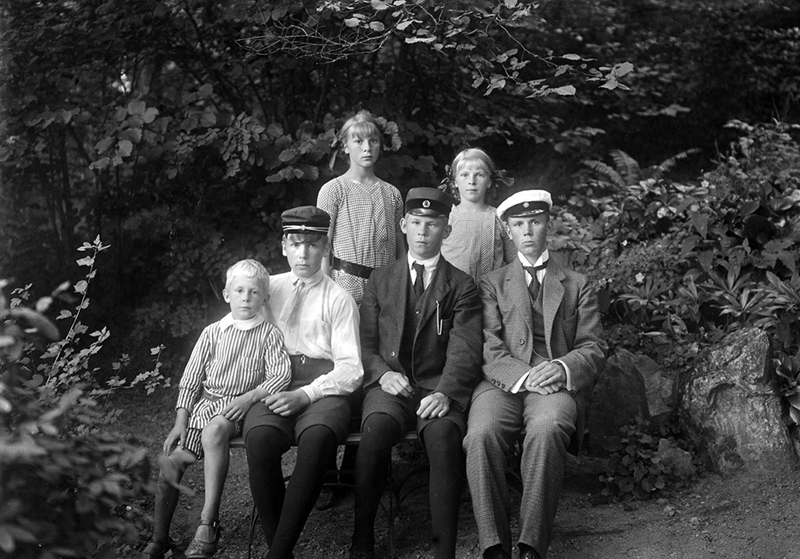
Studentmössa till höger och andra skolmössor på yngre pojkar. Foto från 1916, i Nordiska museets samling.

#### Nordiska studentmöten

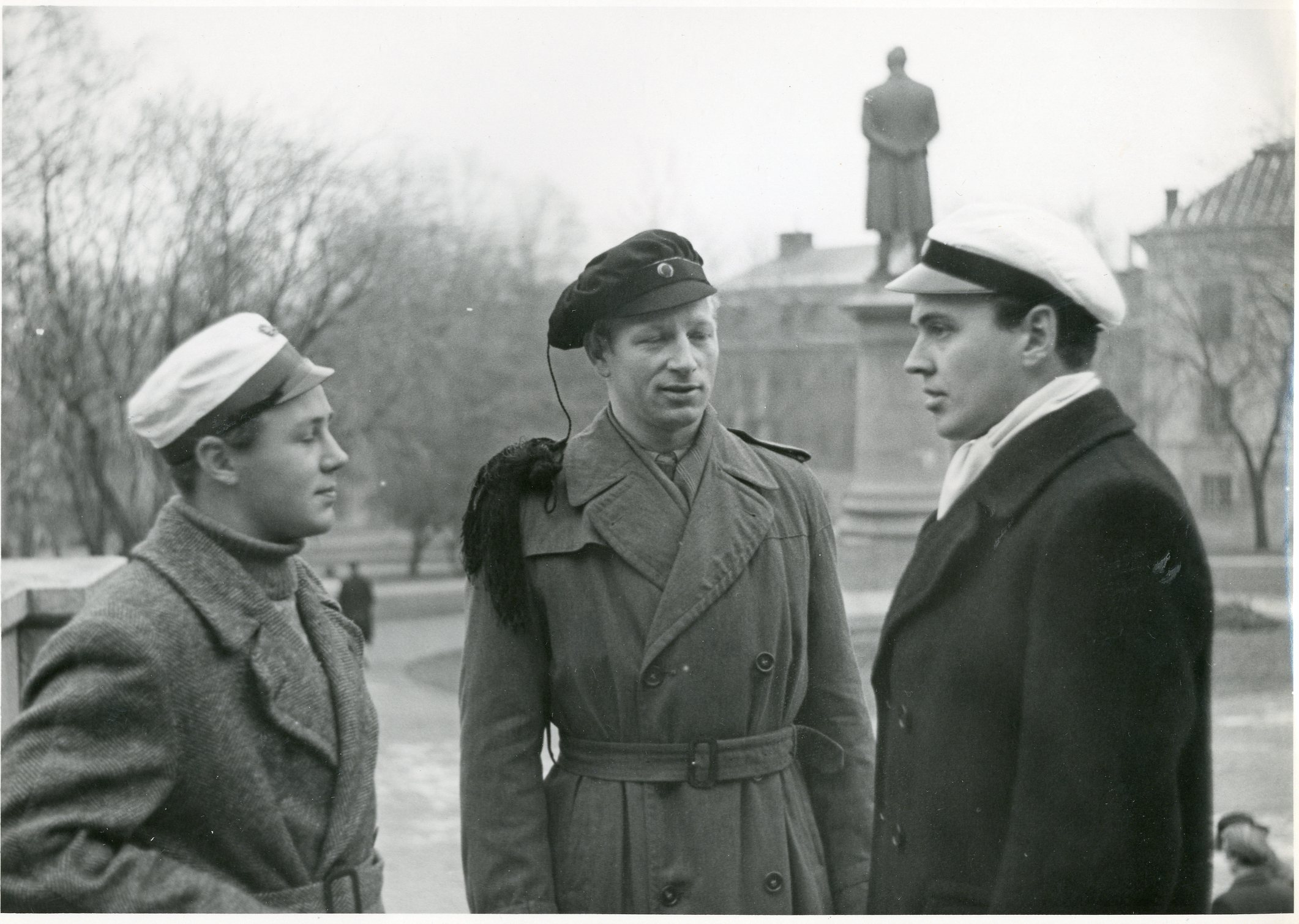
Från vänster: dansk, norsk och svensk studentmössa. (Uppsala 1943)

I början av 1840-talet gjorde den skandinavistiska studentrörelsen sin entré i samband med det första nordiska studentmötet i Uppsala år 1843. Två år senare skulle de danska studenterna stå värd för nästa studentmöte.
I samband med deltagandet vid studentmötet i Köpenhamn 1845 började de svenska studenterna för första gången använda studentmössa. Uppsalastudenterna hade innan resan bestämt att sångarna skulle ha en gemensam huvudbonad som igenkänningstecken. Studenten Gerhard von Yhlen vid Östgöta nation hade låtit tillverka en mössa som han vid en allmän sammankomst slängde fram på bordet framför de övriga studenterna, varvid han utbrast "Så'n skall den se ut!". Yhlens förslag vann bifall och allmänt gillande.
Yhlens studentmössa skilde sig från den nuvarande genom en smal svart rand längs kanten upptill på kullen och fyra likadana ränder, en fram, en bak och en på var sida, från randen upptill ned till den breda svarta sammetsranden nedtill. Av praktiska skäl avlägsnades sedan dessa ränder: vid regn svärtade de ned hela den vita kullen och kunde icke tvättas. Mössan upptogs även av studenterna i Lund, till en början som sommarmössa vid sidan av den där då uteslutande och ännu under vintertiden använda blåa.

#### Inspirationskällor
Snarlika modeller av studentmössa i olika färger bars i Tyskland sedan 1830-talet av medlemmarna i Studentenverbindungen, vilket gör det möjligt att modellen lånats in därifrån. Det var då inte ovanligt att svenska studenter en tid studerade vid något tyskt universitet.
En teori är att den svenska studentmössan var inspirerad av mjölnarens arbetsmössa[källa behövs] (förmodligen för att kontrastera mot den mer borgerliga hatten) och användes ofta till vardags; på den tiden var huvudbonaden en viktig del av klädseln.

#### Utveckling
1849 bildades Uppsala studentkår, som beslöt att göra en del ändringar i mössans utseende. Kullen gjordes mindre, plattare, den svarta kanten gjordes högre och den blågula kokarden placerades på den svarta kanten. Fodret, som tidigare varit vitt gjordes rött med motiveringen att universitetets färger var svart och rött. I Lund antogs samma mössa, med skillnaden att sammetskanten gjordes mörkblå, då Akademiska Föreningen i Lund hade färgerna blått och vitt. I Lund behöll man även det röda fodret, som ungefär 1884 i Uppsala ersattes av ett blågult foder helt enkelt för att en mössfabrikant på eget initiativ började tillverka mössorna så.
De svenska studentmössorna var ursprungligen avsedda för studenterna vid universiteten i Lund och Uppsala. I början av 1900-talet hade de börjat användas även vid högskolorna i Stockholm och Göteborg. Det gjorde att man 1909 i Uppsala tog fram en ny modell, med en ny, "påsigare" kulle, som man hoppades bli ensamma om. Ganska snart spred sig dock även denna modell till högskolorna. På senare tid har "Uppsalamodellen" även börjat förekomma i Lund, även om det vanligast förekommande fortfarande är kulle med stramare tyg.
Olika lärosäten utvecklade egna versioner av mössan. I Lund infördes, troligen under inflytande från de danska svarta studentmössorna en helblå vintermössa. Man bytte till vintermössa 4 oktober och till sommarmössan vid en ceremoni på Siste april, den så kallade mösspåtagningen. Mösspåtagningen i universitetsmiljö finns kvar på sina håll än i dag, och det har blivit ett av få tillfällen då de studerande faktiskt bär mössan.

#### Studentmössa vid gymnasiets avslutning
År 1864 flyttades studentexamen från universiteten till gymnasierna och studentmössan följde med. Studentexamen genomfördes dock fortfarande av assessorer från universiteten, som åkte ut till gymnasierna. Det blev sed att de som klarade av studentexamen satte på sig en studentmössa redan samma dag på gymnasiet. Tillsammans med mössan bar man ofta en studentkäpp. På många orter tågade de nybakade studenterna efter en blåsorkester genom staden. Mössan kunde sedan bäras hela sommaren i vänta på de stundande universitetsstudierna. De som inte klarade examen, fick däremot smyga ut bakvägen och göra ett nytt försök.
År 1968 var sista året för studentexamen i Sverige, då ny läroplan för gymnasiet infördes 1966, samtidigt med en gemensam läroplan för fackskolan. Under revoltåret 1968 och därefter betraktade många mössan som en symbol för klassamhället, och den förlorade i popularitet.
Från 1980-talet och framåt har studentmössans popularitet ökat och då framför allt i anslutning till gymnasieavslutningen. Under 1980-talet var strimmeln grå för 2-åriga gymnasielinjer (yrkesinriktade) och svart för 3-4-åriga linjer och den 4-åriga tekniska linjen hade ett extra märke ovan kokarden i kullens framsida för att markera utbildning.
Kopplingen till utbildningsprogram på gymnasiet har efter hand kommit att uttryckas på alltfler sätt på mössan, med exempelvis olikfärgade glaspärlor istället för kokard. Mössan har också efter hand kommit att utformas på ett alltmer personlig sätt, med exempelvis namnet broderat i guld på strimmelns framsida.

### Studentmössans delar
Studentmössan består av
- kulle - tyget på ovansidan, ofta vit sammet för sommar- och festmodell, och mörkt tyg för vintermodell och i många teknologmössor.
- strimmel - bandet nedanför kullen, ursprungligen svart (Uppsala) respektive mörkblå (Lund) sammet, men numera förekommande i en mängd olika färger för olika gymnasieutbildningar.
- skärm, traditionellt av lack.
- kokard eller annat märke. Traditionellt gult, veckat band runt ett blått centrum. Vissa teknologmössor har istället kårens symbol. Mössor som används vid gymnasieavslutning kan numera istället ha ett runt märke av metall med en färgad glaspärla i mitten som kan symbolisera studieinriktning.
- foder - innertyg, ursprungligen rött, vilket det dock numera endast är i Lundamodellen medan de flesta modellerna numera har blågult foder i fyra fält.
- soutage (eller stimma) - tunt band runt mössan vid strimmeln. Finns på Lunds vintermodell, på en del teknologmössor och på en del mössor för gymnasieutbildning.
- brodyr - förekommer ofta på mössor för gymnasieavslutning. Vanligast är namn, eventuellt gymnasieprogram eller gymnasium på strimmelns framsida (se foto). Brodyr är en relativt ny del av studentmössan med historik från början av 2000-talet.

Teknologmössan har vanligen också 
- tofs som hänger i ett snöre på höger sida av mössan. Oftast är kullen utdragen i en flik på sidan, i vilken tofsen är fäst.
- snöre som tofsen hänger på.
- spegater, som är små kulor på tofsens snöre.

## Finland

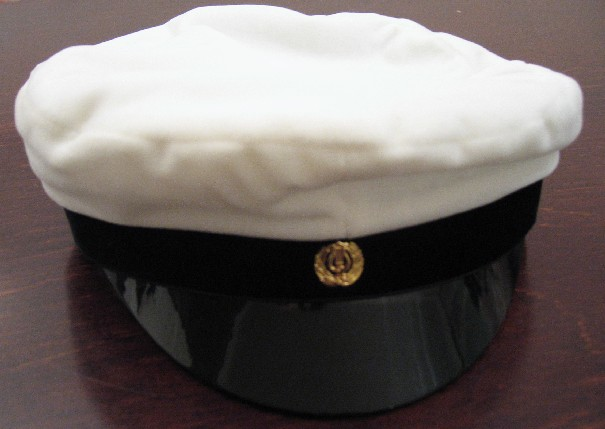
Finsk studentmössa.

I Finland har man, till skillnad från i Sverige, ett märke i guldfärgad metall, antingen den egna studentkårens eller ett som föreställer Helsingfors universitets studentkårs symbol, Apollos lyra. Det senare finns på mössan då den skaffas, då den nuvarande studentexamen förut var inträdesprovet till Helsingfors Universitet. Att bära studentmössa utan att ha avlagt studentexamen anses betyda otur.
Svenskspråkigas studentmössor har en aning högre kulle än de finskspråkigas och lyran är större, med diametern 22 millimeter, medan finskspråkiga bär ett märke med mindre diameter. Fodrets färg varierar enligt universitet, men den typiska finskspråkiga mössans foder är delat i två fält med färgerna blått och vitt. Förutom detta förekommer även att landskapsfärgerna för det landskap där studentexamen togs används för fodret. Ursprungligen användes studentnationernas färger som färg på fodret, och denna tradition lever i viss mån kvar vid Helsingfors universitet.
I Finland beställdes enskilda studentmössor med början 1864 och i större mängd 1868, men genombrottet kom med det nordiska studentmötet i Uppsala år 1875, då de finländska deltagarna beslöt att alla skulle bära studentmössa, även professorerna. Mössan hade blått foder och en gyllene lyra istället för den svenska kokarden.

## Danmark
I Danmark brukades i början av 1800-talet höga hattar, högre än de ganska låga danska doktorshattarna, så kallade "kastorshattar" av bäverhår. Dessa hade framåt mitten av 1800-talet börjat komma ur bruk. I samband med studentmötet i Uppsala 1843 utdelades runda pappmedaljonger med ett gyllene minervahuvud på röd botten. Till studentmötena i Kristiania 1851 och Uppsala 1856 bar de danska studenterna grå skärmmössor med sådana kokarder. Mössorna användes endast under mötena, de ansågs av studenterna fula och säckade ihop vid regn. 1857 tog man istället fram en kaskett med ett silversnöre mellan den svarta kanten och kullen, och med en rödvit nationskokard. Den ursprungligen svarta klädeskullen blev snart en sidenkulle. Nationskokarden började snart prydas med olika metallmärken för olika fakulteter och inriktningar, men ganska snart övergick man till Dannebrogsordens malteserkors. 

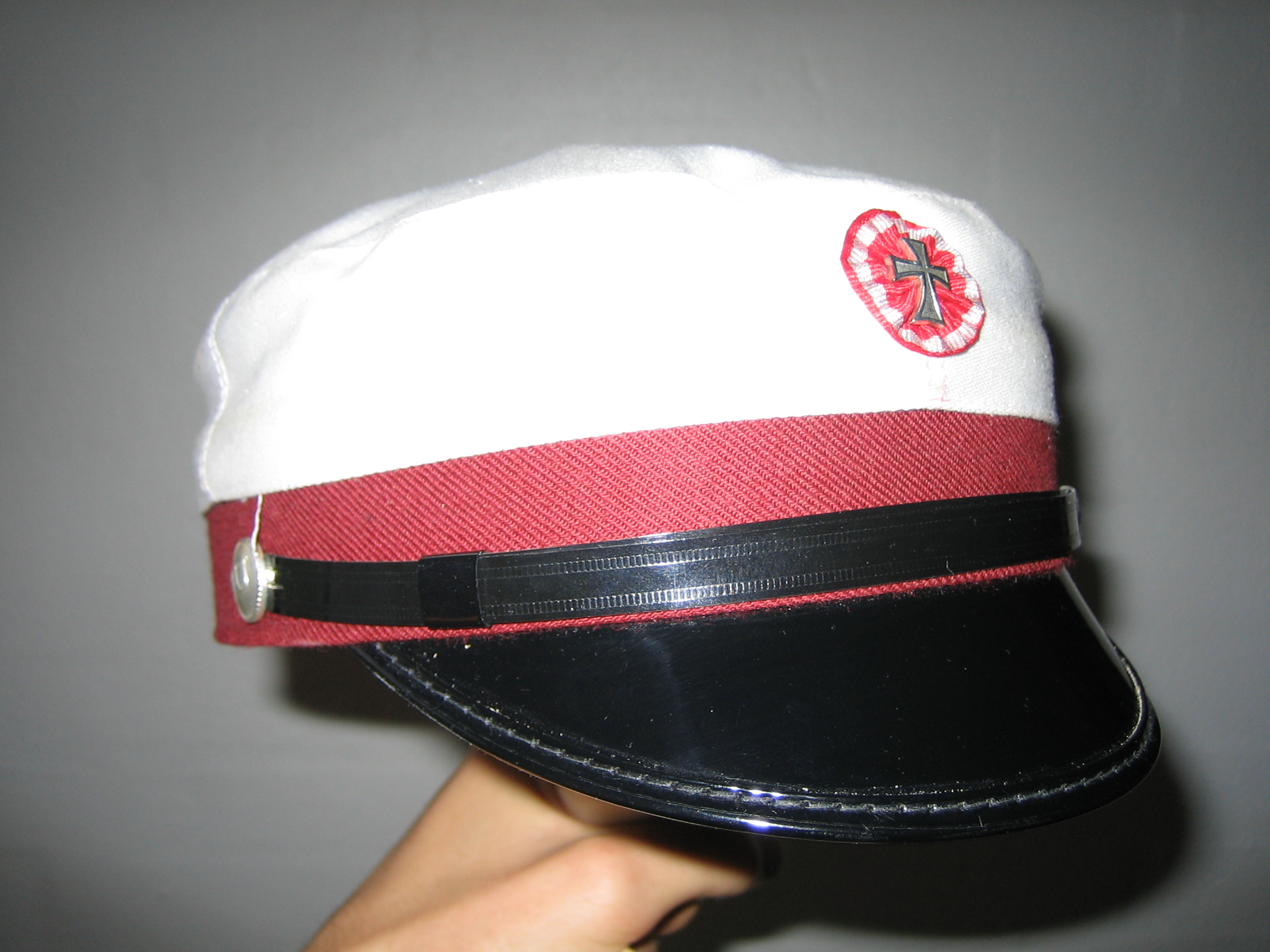
Dansk studenterhue för studenter med avlagd studentexamen.

Efter 1885 började en av sommarmössorna få en vit kulle, och runt sekelskiftet 1900 byttes den svarta kanten mot en röd, studenterhuen fick med detta sin moderna utformning. Då kvinnliga studenter började förekomma vid universiteten i Danmark skapades en särskild mösstyp för dessa med en nedhängande påse avslutad i en tofs, då det tidiga 1900-talets damfrisyrer inte rymdes i de traditionella studentmössorna. När kortklippta frisyrer kom på modet under 1920-talet försvann de mössorna, och manliga och kvinnliga studenter började använda samma mössmodell.
Från 1970-talet tillkom flera utbildningar parallella med gymnasieskolorna och studentexamen (stx) kompletterades med andra examensformer. För Studentexamen tillhör fortfarande den klassiska studentmössan med vit kulle och bordeauxfärgad skimmel (band), emedan de nytillkomna examensformerna ofta har ett band i olika blå nyanser. Studenter från de tidigare katedralskolorna, eller från klassiskspråkliga utbildningar, använder fortfarande den ursprungliga svarta studenmössan.

## Norge
Det 1811 grundade universitetet i Kristiania fick 1820 en egen studentuniform, bestående av svart frack med gröna broderier på sammetskragen, svarta långbyxor med svara sammetsrevärer och en bikorn. Den blev ganska dyr, och redan 1830 var den ovanlig. I samband med studentmötet i Köpenhamn 1845 anslöt de norska studenterna i svarta skärmössor med röd-vit-blå nationskokard. Inför studentmötet i Kristiania 1852 framtogs en särskild norsk "studenterlue", en skärmmössa med svart kulle veckad upp mot en knapp överst. På sömmen mellan kant och kulle satt en vit snodd, och framtill på kanten placerades nationskokarden, belagd, men en minervabild i profil av silver. På högra sidan pryddes den av en silkestofs, "dusken", hängande i en kort silkessnodd. Under 1920-talet användes ibland under sommartiden en enklare mössa utan tofs och med vit kulle.

## Island
Island fick sitt universitet i Reykjavik 1911, och var då fortfarande en del av Danmark. Studentmössan blev därför en kombination av den äldre svarta danska mössan och den modernare danska röd-vita mössan. Skärmen och kanten är svart, med en kulle av vitt bomullstyg, och en röd-blå-vit snodd längs skarven mellan kant och kulle. Nationskokarden framtill är blå-vit-röd och belagd med en femuddig stjärna.